# قريو (شبام)

تعديل مصدري - تعديل

قريو هي إحدى قرى عزلة شبام بمديرية شبام التابعة لمحافظة حضرموت، بلغ تعداد سكانها 574 نسمة حسب تعداد اليمن لعام 2004.